# نادي كوفيي
نادي كوفيي (بالفرنسية: Union sportive Quevilly-Rouen Métropole)‏ هو نادي كرة قدم فرنسي تأسس في 1902 ، يقع مقره الرئيسي في لو بوتي كوفيي ‏، ويلعب في الدوري الفرنسي الدرجة الوطنية.

## وصلات خارجية
- الموقع الرسمي